# Stiven Mina
Jhoan Stiven Mina Peña (Caloto, Cauca, Colombia; 11 de octubre de 1994) es un futbolista colombiano. Juega como mediocampista y su actual equipo es el Boca Juniors de la Liga de Ascenso de Honduras.

## Trayectoria

### Cortuluá
Inició su carrera en el Cortuluá. Bajo las órdenes de Jaime de la Pava, debutó oficialmente el 2 de septiembre de 2015 en el empate de 0 a 0 contra Independiente Santa Fe, en un juego correspondiente a la Copa Colombia.
Su debut en la Categoría Primera A se produjo el 26 de septiembre de ese año, durante la derrota de 2 a 3 contra Deportivo Cali en el Estadio Doce de Octubre de Tuluá.

### Atlético Socopó
En la temporada 2017 fue contratado para jugar en Venezuela, con el Atlético Socopó de la primera división de ese país. Realizó su debut el 13 de mayo en la victoria de 2 a 1 sobre el Zulia, mientras que su primer gol lo anotó el 9 de abril contra Metropolitanos en la victoria de 3 a 2. El 24 de septiembre, con un doblete suyo, Atlético Socopó venció al Caracas por 2 a 1.

### Boyacá Chicó
El 18 de enero de 2018 fue confirmado como refuerzo del Boyacá Chicó. 

## Clubes
| Club               | País      | Año         |
| ------------------ | --------- | ----------- |
| Cortuluá           | Colombia  | 2015 - 2016 |
| Deportivo Socopó   | Venezuela | 2017        |
| Boyacá Chicó       | Colombia  | 2018        |
| JBL Zulia          | Venezuela | 2019        |
| Dorados de Sinaloa | México    | 2020 - 2021 |
| Santos             | Honduras  | 2021 - 2022 |
| Boca Juniors       | Honduras  | 2023 - Act. |

## Estadísticas
| Club                         | Temporada           | Liga  | Liga  | Copa Nacional | Copa Nacional | Copa Internacional | Copa Internacional | Total | Total | Prom. · |
| Club                         | Temporada           | Part. | Goles | Part.         | Goles         | Part.              | Goles              | Part. | Goles | Prom. · |
| ---------------------------- | ------------------- | ----- | ----- | ------------- | ------------- | ------------------ | ------------------ | ----- | ----- | ------- |
| Cortuluá · Colombia          | 2015                | 1     | 0     | 1             | 0             | -                  | -                  | 2     | 0     | 0.00    |
| Cortuluá · Colombia          | 2016                | 0     | 0     | 0             | 0             | -                  | -                  | 0     | 0     | 0.00    |
| Cortuluá · Colombia          | Total               | 1     | 0     | 1             | 0             | 0                  | 0                  | 2     | 0     | 0.00    |
| Deportivo Socopó · Venezuela | 2017                | 21    | 5     | 0             | 0             | -                  | -                  | 21    | 5     | 0.24    |
| Deportivo Socopó · Venezuela | Total               | 21    | 5     | 0             | 0             | 0                  | 0                  | 21    | 5     | 0.24    |
| Boyacá Chicó · Colombia      | 2018                | 1     | 0     | 0             | 0             | -                  | -                  | 1     | 0     | 0.00    |
| Boyacá Chicó · Colombia      | Total               | 1     | 0     | 0             | 0             | 0                  | 0                  | 1     | 0     | 0.00    |
| Deportivo JBL · Venezuela    | 2019                | 12    | 3     | 0             | 0             | -                  | -                  | 12    | 3     | 0.25    |
| Deportivo JBL · Venezuela    | 2020                | 6     | 2     | 0             | 0             | -                  | -                  | 6     | 2     | 0.33    |
| Deportivo JBL · Venezuela    | Total               | 18    | 5     | 0             | 0             | 0                  | 0                  | 18    | 5     | 0.28    |
| Dorados de Sinaloa · México  | 2020-21             | 7     | 0     | 0             | 0             | -                  | -                  | 7     | 0     | 0.00    |
| Dorados de Sinaloa · México  | Total               | 7     | 0     | 0             | 0             | 0                  | 0                  | 7     | 0     | 0.00    |
| Santos Honduras              | 2021-22             | 0     | 0     | 0             | 0             | -                  | -                  | 0     | 0     | 0.00    |
| Santos Honduras              | Total               | 0     | 0     | 0             | 0             | 0                  | 0                  | 0     | 0     | 0.00    |
| Real Sociedad Honduras       | 2022-23             | 0     | 0     | 0             | 0             | -                  | -                  | 0     | 0     | 0.00    |
| Real Sociedad Honduras       | Total               | 0     | 0     | 0             | 0             | 0                  | 0                  | 0     | 0     | 0.00    |
| Total en su carrera          | Total en su carrera | 48    | 10    | 1             | 0             | 0                  | 0                  | 49    | 10    | 0.2     |